# Sedlniccy z Choltic

Herb Odrowąż

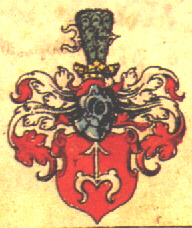
Herb rodowy z XVII wieku

Sedlniccy z Choltic (niem. Sedlnitzky von Choltitz, cz. Sedlnitzký/Sedlničtí z Choltic) – morawsko-śląska rodzina szlachecka herbu Odrowąż.
Rodową siedzibą było miasteczko Choltice. W 1401 roku byli w posiadaniu Závišic koło Nowego Jiczyna, a w połowie XV wieku Sedlnic, skąd wywodzi się rodowe nazwisko.
W 1508 Jan Sedlnicki zakupił Polską Ostrawę. Jego potomkowie w 1546 otrzymali tytuł baronowski. Polską Ostrawę sprzedali Wilczkom w 1710 roku, po czym osiedli w księstwie opawskim.